# ISCTE — Лісабонський університетський інститут
ISCTE — Лісабо́нський університе́тський інститу́т (порт. ISCTE – Instituto Universitário de Lisboa) — державний університет у Португалії. Розташований у Лісабоні. Заснований 15 грудня 1972 року як Вищий інститут наук праці і бізнесу (порт. Instituto Superior de Ciências do Trabalho e da Empresa, скорочено: ISCTE). 2009 року змінив назву на сучасну. Підпорядковується Міністерству науки, технології і вищої освіти. Має кампус в Лісабоні. Поділяється на такі школи: бізнесу; суспільних і гуманітарних наук; соціології та державної політики; технології та архітектури. Має магістратуру й аспірантуру. При університеті діють науково-дослідницькі центри бізнесу, міжнародних відносин, соціології, антропології тощо. Абревіатура — ISCTE-IUL.

## Історія
- 1972—2009: Вищий інститут наук праці і бізнесу (ISCTE)
- з 2009: ISCTE — Лісабонський університетський інститут

## Школи
- Школа бізнесу
- Школа суспільних і гуманітарних наук
- Школа соціології та державної політики
- Школа технології та архітектури